# Bigand
Bigand is een plaats in het Argentijnse bestuurlijke gebied Caseros in de provincie Santa Fe. De plaats telt 5.077 inwoners.